# Kurt Seebach
Kurt Seebach (* 15. Juni 1928) ist ein ehemaliger SED-Funktionär. Er war u. a. Vorsitzender der Bezirksparteikontrollkommission (BPKK) Erfurt der SED.

## Leben
Von 1949 bis 1956 war Seebach Angehöriger der Deutschen Volkspolizei bzw. der Kasernierten Volkspolizei. Später wirkte er als hauptamtlicher SED-Funktionär. Seebach war zunächst Abteilungsleiter für Sicherheit, dann Abteilungsleiter für Parteiorgane in der SED-Stadtbezirksleitung Erfurt-Mitte. Er war ab 1962 Mitglied und von März 1968 bis 1989 Vorsitzender der BPKK Erfurt der SED sowie seit Februar 1974 Mitglied des Sekretariats der SED-Bezirksleitung Erfurt. Seit dem VIII. Parteitag im Juni 1971 war er zudem Kandidat der Zentralen Parteikontrollkommission (ZPKK) der SED.

## Auszeichnungen
- Vaterländischer Verdienstorden in Bronze (1973), in Silber (1978) und in Gold (1988)[3]